# Glukuronsyra
Glukuronsyra (från grekiskans γλυκερός - "söt") är en kemisk förening med formeln C6H10O7. Ämnet är en karboxylsyra. Dess struktur påminner om glukos men dess sjätte kolatom i kedjan är oxiderat till en karboxylgrupp. Salter av syran kallas glukuronater och jonen C6H9O7− kallas glukuronatjon.
Glukuronsyra ska inte förväxlas med glukonsyra, som är en linjär karboxylsyra och är resultatet av oxidation av en annan kolatom i glukos.